# Códice Chimalpopoca
El Códice Chimalpopoca es un manuscrito provincial novohispano, más concretamente en  que figura oficialmente con el número 159 dentro del catálogo de la Colección Antigua del Archivo Histórico del Museo Nacional de Antropología de México. Aparentemente el documento fue extraviado por Salvador Toscano en 1946, a pesar de que en 1965 Ángel María Garibay indicó que el códice se encontraba en la Biblioteca del Instituto Nacional de Antropología e Historia, su paradero actual es incierto. Para el estudio del códice es necesario recurrir a la consulta de copias facsimilares y fotografías. El códice se compone de tres partes, dos de ellas son muy importantes, los Anales de Cuautiltán para la historia prehispánica del centro de México, y la Leyenda de los soles para el estudio de la cosmogonía mexica.

## Características físicas
Entre 1909 y 1925 el etnólogo alemán Walter Lehmann tuvo la oportunidad de examinar el códice cuando aún se encontraba en el Museo Nacional de México. De acuerdo a su descripción, las medidas del códice son de 22 cm de altura por 15 cm de ancho, su papel era delgado y amarillo con los bordes desgastados.

## Nombre
En la portada del códice hay una nota fechada en 1849, en la cual se explica que el nombre le fue dado por Charles Étienne Brasseur de Bourbourg en honor a Faustino Galicia Chimalpopoca, académico mexicano del siglo XIX.

## Historia
El origen del códice es desconocido, es probable que sea una copia de una obra más antigua. Las tres partes de la copia del manuscrito fueron hechas por la misma mano. La portada y contraportada del manuscrito tienen la genealogía del cronista mexicano Fernando de Alva Ixtlilxóchitl. Por esta razón, a pesar de que el propio Ixtlilxóchitl nunca hizo mención alguna en sus obras de este manuscrito, es tentador especular que él fue el copista.  Hacia mediados del siglo XVIII, el conocido coleccionista Lorenzo Boturini Benaduci describió en su obra Idea de una nueva historia de la América Septentrional un manuscrito que se asemeja mucho al códice Chimalpopoca, y especificó que fue copiado por Ixtlilxóchitl. Hacia finales de ese mismo siglo, el erudito mexicano Antonio de León y Gama hizo una copia del manuscrito, la cual se conserva en la Biblioteca Nacional de Francia. Fue en base al códice que León y Gama redactó su ensayo Descripción histórica y cronológica de las dos piedras que con ocasión del nuevo empedrado que se está formando en la plaza principal de México, se hallaron en ella el año de 1790, al parecer Francisco Xavier Clavijero también tuvo acceso a este códice veinte años antes. Tras la desaparición del manuscrito original la mejor fuente para su estudio es el facsímil fotográfico del original que hizo Primo Feliciano Velázquez en 1945.

## Contenido
El códice Chimalpopoca se compone de tres partes que no tienen relación entre ellas mismas. La primera parte, llamada Anales de Cuauhtitlán, ocupa las páginas 1 a 68 del códice, es una obra escrita en lengua náhuatl que toma su nombre de la antigua ciudad de Cuauhtitlán; su contenido es principalmente histórico, sin embargo, contiene una breve versión de la leyenda de los soles. La segunda parte, llamada Breve relación de los dioses y ritos de la gentilidad, ocupa las páginas 69 a 74, es una pequeña relación escrita en idioma español entre finales del siglo XVI y principios del siglo XVII por el clérigo indígena Pedro Ponce de León, la cual fue excluida de la copia de Primo Feliciano Velázquez. La tercera parte, llamada Leyenda de los soles, ocupa las páginas 75 a 84, es otro trabajo escrito en idioma náhuatl, su narración es la que se cita más frecuentemente para referir a esta leyenda, el nombre de esta sección fue dado por Francisco del Paso y Troncoso en 1903.